# マルツンボリ山
マルツンボリ山（マルツンボリやま）は、富山県南砺市にある山。標高は1,236.8 m。

## 特徴
人形山から北側に派生する尾根の中央あたりにある山。東西を庄川水系小谷川と湯谷川に挟まれる。
山名は丸いツンボリ（丸っこい台）のような山という意味で、山頂はその名の通り広く平らである。
この山のなだらかな北斜面はスキー場に向いていると平村で話題になったことがあり、結局スキー場にはならなかったが、その斜面で春山スキーを楽しむ人は多い。
山の周辺は山菜の宝庫で、地元山菜加工場によって山菜の季節の入山規制を行なっている。

## 登山
小谷川から尾根まで登る登山道がある。
冬季には西側の中根平からこの山の山頂に下るコースで本格的山スキーが味わえる。